# Перри, Стив (музыкант)
Стив Перри (англ. Steve Perry; 22 января 1949, Ханфорд, Калифорния, США) — американский певец, наиболее известный своей работой в группе Journey с 1977 года по 1998 год.

## Биография
Стивен Рэй Перри родился в городе Хэнфорд, в португальской семье. Перри с детства интересовался музыкой. По его собственным воспоминаниям, в возрасте десяти лет Стив услышал песню Сэма Кука "Cupid" по радио. Это вдохновило Перри стать певцом.
В середине 1970-х Перри был приглашён в группу "Alien Project" в качестве фронтмена. Он почти решил расстаться с музыкой в 1977 году, после гибели его друга, басиста группы, в автомобильной аварии. Тем не менее, по настоянию матери, Перри ответил на приглашение менеджера группы «Journey» Уолтера Херберта.

### Journey
Стив Перри был приглашён в Journey в качестве замены Роберта Флайшмана, предыдущего солиста группы, который был уволен по причине серьёзных разногласий. Уже через месяц группа выпустила альбом «Infinity», занявший в хит-параде «Billboard» 21-е место и разошедшийся по США тиражом более трёх миллионов копий. В альбом вошли такие хиты, как Lights (стихи к которому написал Перри) и Wheel in the Sky.
По прошествии активного концертного тура Journey записали новый лонгплей, «Evolution», повторивший успех предыдущего: 20-е место и трёхкратный платиновый статус, а также хит-сингл Lovin', Touchin', Squeezin' авторства Перри, занявший в горячей сотне 16-е место.
Следующий диск Journey, Departure, поднялся уже до восьмого места в чарте. В конце 1980 года, сразу после концертного тура, из группы ушёл Грег Роли, уставший от напряжённой гастрольной жизни. Он предложил себе на замену Джонатана Кейна, клавишника The Babys. C ним Journey выпустили свой «magnum opus» — «Escape». Диск мгновенно возглавил хит-парад США и получил бриллиантовый статус (10 миллионов копий). Такие хиты Journey, как Don’t Stop Believin', Stone in Love, Who’s Crying Now и Open Arms, открыл миру именно Escape. Стив участвовал в написании всех песен альбома.
Последовавший релиз группы под названием «Frontiers» вышел в 1983 году. 6 миллионов проданных копий и второе место в хит-параде, удерживаемое на протяжении нескольких месяцев — диск имел немалый успех, и мог бы стать даже бо́льшим хитом, чем Escape, если бы не резкое снижение спроса на рок в связи с большой популярностью фанка и, в частности, альбома "Thriller" Майкла Джексона, именно который, кстати, и не давал альбому Journey подняться на первую строчку.
В 1984 году Перри выпустил Street Talk, свой первый соло-альбом с такими хитами, как Oh Sherrie, Foolish Heart и Strung Out. Альбом стал дважды платиновым. Oh Sherrie, первый сингл диска, занимал первую позицию горячей сотни две недели, а Foolish Heart одновременно стоял на второй — достаточно редкий случай в музыкальной практике.
После перерыва 1984-85 годов Journey вновь вернулись в звукозаписывающую студию. Перри взял в свои руки практически всю работу над звучанием, став продюсером и менеджером группы. Результат — альбом «Raised On Radio», вышел в мае 1986 года. Он имел меньший успех по сравнению с предыдущими работами группы, но всё же занял третью позицию в хит-параде и получил двукратный платиновый статус, а песни Be Good to Yourself, I’ll Be Alright Without You, Suzanne и Girl Can’t Help It оккупировали двадцатку Соединённых Штатов — 9-е, 14-е и 17-е места соответственно. После продолжительного концертного тура Перри решил распустить Journey. Официальная причина — проблемы Стива с семьёй, однако в более поздних интервью Перри неоднократно говорил, что ребята просто решили отдохнуть друг от друга. Отдых, правда, затянулся на восемь лет.
В 1988 году Стив начинает записывать новый альбом, "Against the Wall", однако он так и не был выпущен в связи с тем, что Columbia Records была куплена компанией Sony. Новые владельцы положили альбом на полку, сославшись на неуверенность в музыкальном направлении, выбранном Перри.
Due to a change over that took place when Sony Music bought Columbia Records, ALL the Against The Wall CD (as it was to be called) was shelved by a corporate executive and it was never released. This was the beginning of a serious rift between myself and Sony Music. The reason I was given by this executive was that he was not sure about the musical direction of the CD. I had NEVER heard any words like this before. Legally there was nothing I could do - Sony Music did not release it.